# 京都市立大将軍小学校
京都市立大将軍小学校（きょうとしりつ たいしょうぐんしょうがっこう）は、京都府京都市北区にある公立小学校。

## 概要
仁和小学校や北野中学校など12の小中学校と共に小中一貫教育を実施している。
児童数は157人、教員数は20人（いずれも2024年度時点）。かつて多いときは900人近くを有していたが、少子化により100人台まで減少した。
学校の教育目標は「よりよく生きるために、自ら考え行動する子を育てる」。

## 沿革
当校の起源は、平野宮本町の京都市衣笠尋常高等小学校（現在の衣笠小学校）における急激な児童数増加を受け、1930年（昭和5年）10月に新設校（分離校）の設置願が認可されたことにはじまる。校名は「第二衣笠尋常小学校」で、校地は大将軍一条町15番地と定められた。翌1931年（昭和6年）9月1日、衣笠小学校の校舎を間借りする形で開校した。通学区域は衣笠小校区から京福電気鉄道北野線以南が移管され、295人が当校の在籍となった。同年10月19日には校舎が完成し、10月23日に衣笠小学校から独立。独立に際し、11月11日に開校式を挙げた。
その後1935年（昭和10年）にかけて校舎の新築工事が行われ、1938年（昭和13年）には校地を650平方メートル拡張するなど、学校施設の拡大が図られた。1941年（昭和16年）、国民学校令の施行により校名を「京都市大将軍国民学校」と改称した。第二次世界大戦末期の1945年（昭和20年）には2度の学童疎開を行い、京都府北部の与謝郡本庄村と北桑田郡神吉村に疎開した。終戦後の1947年（昭和22年）、学制改革を受け、校名を現在の「京都市立大将軍小学校」と改称した。
1978年（昭和53年）と翌1979年には校舎の改築が行われ、従来の木造から鉄筋コンクリート造の校舎となった。1980年（昭和55年）2月には、校舎改築竣工式を挙げた。

### 年表
- 1930年（昭和5年）10月6日 - 第二衣笠尋常小学校として設置認可[6]。
- 1931年（昭和6年）
  - 9月1日 - 衣笠小学校に開校[6]。
  - 10月19日 - 第1期工事が竣工[9]。
  - 10月23日 - 新校舎へ移転[7]。
  - 11月11日 - 開校式を開催[6]。
- 1933年（昭和8年）1月9日 - 第2期工事が竣工[9]。
- 1935年（昭和10年）12月2日 - 第3期工事が竣工[9]。
- 1938年（昭和13年）1月 - 校地を拡張[9]。
- 1941年（昭和16年）4月1日 - 国民学校令により、「京都市大将軍国民学校」に改称[6]。
- 1945年（昭和20年）
  - 4月2日 - 第1次学童疎開を実施（与謝郡本庄村へ疎開）[9]。
  - 8月 - 第2次学童疎開を実施（北桑田郡神吉村へ疎開）[9]。
- 1947年（昭和22年）4月1日 - 学制改革により、「京都市立大将軍小学校」に改称[6]。
- 1964年（昭和39年）7月31日 - 高浜臨海学習を開始[9]。
- 1966年（昭和41年）7月30日 - プールを落成[6]。
- 1976年（昭和51年）4月 - 言語障害特殊学級（ことばときこえの教室[6]）を開設[10][9]。
- 1978年（昭和53年）6月 - 校舎改築第1期工事が竣工[9]。
- 1979年（昭和54年）12月 - 校舎改築第2期工事が竣工[9]。
- 1986年度（昭和61年度） - 京都市学校保健会より健康優良校として表彰される[6]。
- 1987年（昭和62年） - フレンドリー活動研究推進校に指定される（翌年度までの2年間）[6]。
- 1990年（平成2年）
  - 生活科研究推進校に指定される（1年間）[6]。
  - 10月 - ふるさとを描こう写生会にて最優秀学校賞を受賞[6]。
- 1992年度（平成4年度） - いきいきランドを設置[6]。
- 1995年（平成7年） - 環境教育実践推進校に指定される（1年間）[6]。
- 1997年（平成9年） - 福祉協力校に指定される（1年間）[6]。
- 2000年（平成12年）4月1日 - 育成学級を開設。体育倉庫や鶏小屋などを設置[6]。
- 2004年（平成16年） - みやこ学校創生事業の研究校に指定される[6]。
- 2010年（平成22年）9月16日 - 文部省コミュニティスクール推進事業校に指定される[6]。
- 2011年（平成23年） - 歯・口の健康づくり推進事業校に指定される（翌年度までの2年間）[6]。
- 2015年（平成27年）
  - 4月1日 - LD等通級指導教室を開設[6]。
  - いきいき理科大好き推進校に指定される（翌年度までの2年間）[6]。

## 通学区域
- 北野下白梅町、北野西白梅町、大将軍一条町、大将軍川端町、大将軍坂田町、大将軍西鷹司町、大将軍西町、大将軍東鷹司町、大将軍南一条町、等持院南町[11]

## 進学先の中学校
- 京都市立北野中学校[11]